# Tuse Næs
Tuse Næs är en halvö på Själland i Danmark.   Den ligger i Region Själland, i den östra delen av landet, 50 km väster om Köpenhamn. 
Tuse Næs ligger mellan Isefjordens armar Lammefjord och Holbæk Fjord.